# Lophoruza semiscripta
Lophoruza semiscripta är en fjärilsart som beskrevs av Paul Mabille 1893. Lophoruza semiscripta ingår i släktet Lophoruza och familjen nattflyn. Inga underarter finns listade i Catalogue of Life.